# Mary Talbot, condesa de Shrewsbury
Mary Talbot, condesa de Shrewsbury (1556-1632) (de soltera Cavendish), fue la esposa de Gilbert Talbot, séptimo conde de Shrewsbury.

## Familia
Nacida como Mary Cavendish, era hija de William Cavendish, quien falleció cuando ella tenía aproximadamente un año, y su esposa Bess of Hardwick. Según todas las cuentas, Mary heredó la voluntad firme y el carácter colorido de su madre.
Bess of Hardwick se volvió a casar con William St Loe, quien dejó a su esposa todo cuando falleció en 1564/5, convirtiéndola en una de las mujeres más elegibles de Inglaterra; varios hombres importantes comenzaron a cortejarla, incluido George Talbot, VI conde de Shrewsbury.

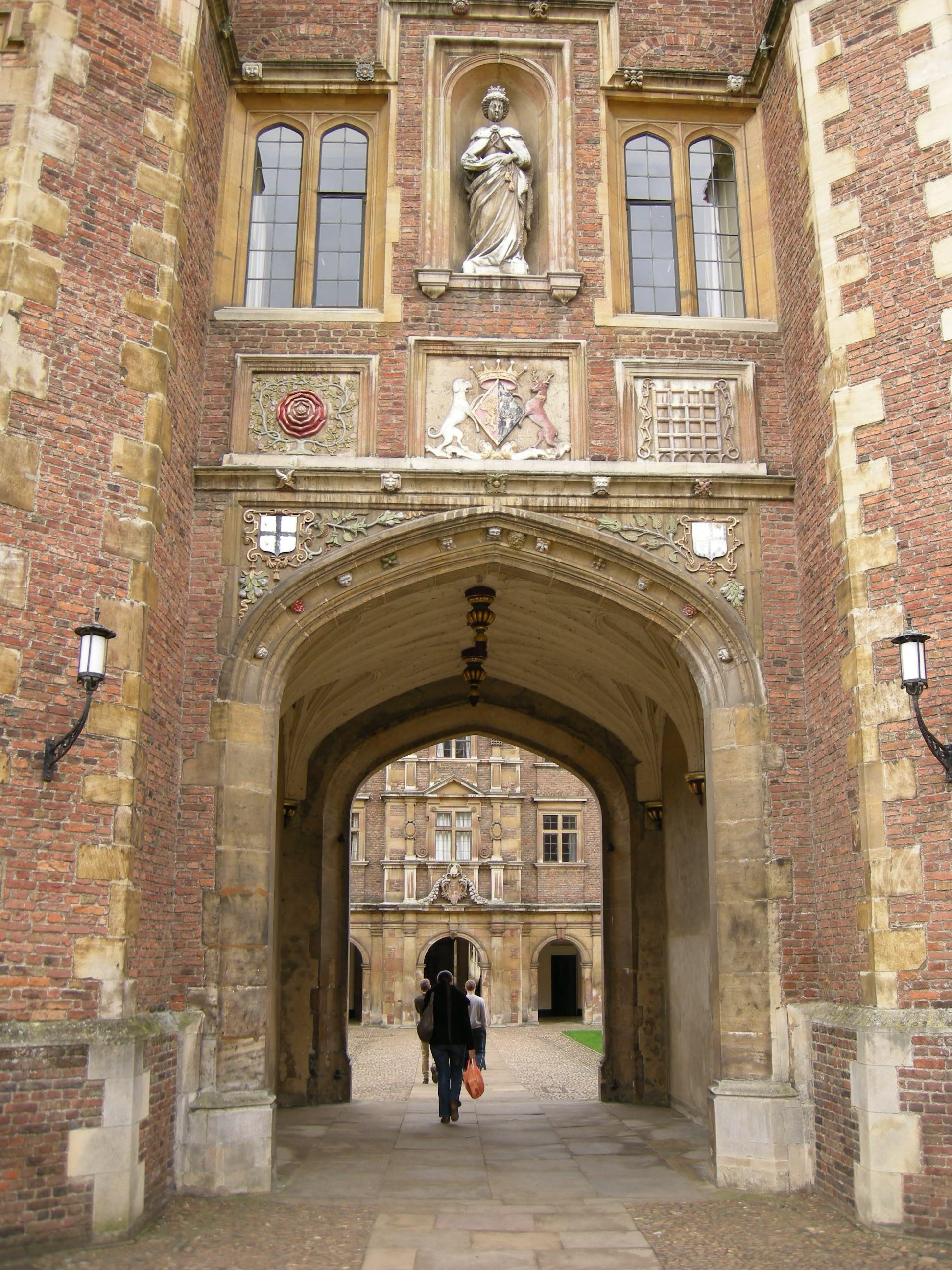
Estatua de Mary Cavendish en la entrada a Second Court del St John's College, Cambridge, que ella financió, con los escudos de armas de Talbot y Cavendish entrelazados debajo.

Según The Living Age:

La señora St. Loe consintió en entregar su mano y corazón al George Talbot, VI conde de Shrewsbury a cambio de que él estableciera una gran dote para ella, y de que casara a su segundo hijo, Gilbert Talbot, VII conde de Shrewsbury, con su hija, Mary Cavendish, y a su hija Grace con su hijo Henry Cavendish. Estas alianzas preliminares se llevaron a cabo en 1568, siendo una de las novias, Mary, entonces apenas de doce años. Los padres se casaron poco después.

## Matrimonio
Se casó con su hermanastro Gilbert Talbot, quien luego se convirtió en el séptimo conde de Shrewsbury, en 1568.
Sus hijos fueron:
- George, 1575-1577
- Mary, posteriormente condesa de Pembroke
- Elizabeth, posteriormente condesa de Kent
- John, nacido y fallecido en 1583
- Alethea, posteriormente condesa de Arundel

En mayo de 1573, Gilbert Talbot contrató a una "doncella sobria", Margaret Butler, que había sido sirvienta de Nazareth Newton, lady Southwell, para su esposa. En diciembre de 1607, el conde y la condesa de Shrewsbury y su hermano Charles Cavendish fueron a Hardwick Hall por un día para ver a Bess of Hardwick. Shrewsbury escribió que "encontró a una dama de gran edad, o de gran riqueza, y de gran ingenio, que aún perdura".

## Regalos
En diciembre de 1603, Arbella Stuart discutió con Mary la cuestión de comprar regalos de Año Nuevo para Ana de Dinamarca. Stuart recomendó preguntar a una de las camareras de la reina, Margaret Hartsyde, porque era discreta y le permitiría "entender la mente de la Reina sin saber quién lo preguntó". De vez en cuando, Mary y el Conde de Shrewsbury enviaban a Arbella (cuando estaba en la corte) regalos de astas de ciervo (utilizadas como medicina) y empanadas de venado rojo.
En julio de 1607, Bess de Hardwick le regaló a Mary un zibellino, una piel de armiño con adornos dorados. Mary describió el armiño como realista en su carta de agradecimiento: "con humildes gracias por el 'brazo justo y bien trabajado' de su Señoría, que Dios mediante guardaré como una gran joya tanto en respeto de su Señoría como de quien la recibió, No puede haber nada trabajado en metal con más vida". Mary envió a Bess un cojín, bordado siguiendo el patrón de los tapices de cama de Lady Arundel.

## Residencias
Charles Cavendish elaboró planos para una nueva casa para la pareja en mayo de 1607 y les escribió a ambos sobre el diseño. Le dijo a su hermana Mary que la gran cámara y los alojamientos principales estarían en el primer piso o "primera altura". Había alojamientos para el rey y la reina. Colocó la cocina y el salón donde el ruido y el olor no molestarían a las habitaciones de estado. 

## Encarcelamiento
Aunque su familia era protestante anglicana, Mary se convirtió al catolicismo de adulta. Esto podría haber sido una de las razones por las que brindó asistencia financiera a su sobrina Arbella Stuart, quien también era prima hermana del rey, en 1610, sabiendo que esta última planeaba escapar al continente con su primo William Seymour. Este matrimonio estaba destinado a enojar al Rey Jacobo I de Inglaterra, ya que William, al igual que Arbella, tenía un reclamo respetable al Trono (según la mayoría de los cálculos, ella estaba en cuarto lugar en la línea de sucesión al Trono y él en sexto lugar). Arbella y Seymour intentaron escapar a Francia en 1611. Por esto, Mary fue encarcelada en la Torre de Londres. Se dijo que Arbella permaneció tranquila cuando fueron interrogados, pero Mary exclamó: "Todo son trucos y bromas".
Fue juzgada por su papel en la fuga y fue fuertemente multada, pero no liberada. Más tarde, Arbella acusó a Mary de estar involucrada en una conspiración católica. Uno de los biógrafos de Arbella señala que los motivos de Mary para ayudar a Arbella son muy difíciles de entender: incluso permitiendo que Mary fuera católica y que tuviera cariño por su sobrina, ciertamente era lo suficientemente inteligente como para entender las graves consecuencias para sí misma. Quizás confiaba en la influencia de su esposo para salvarla de la Torre. Al igual que su madre, fue una de las pocas mujeres de la época que estaban acostumbradas a salirse con la suya.
Mary estaba profundamente angustiada por la muerte de Arbella en 1615, especialmente porque le habían asegurado que Arbella estaba en camino hacia la recuperación, y comentó que no podía pensar en nada más. El médico de la corte Théodore de Mayerne la trató por un período de melancolía en el que imaginaba que la habían envenenado.
En 1615, Mary fue liberada de la Torre, en parte en reconocimiento a su papel en la detección del asesinato de Sir Thomas Overbury, y en parte porque su esposo estaba muy enfermo. En 1618, fue llamada para dar testimonio en el curso de una investigación sobre los rumores de que Arbella había dado a luz secretamente a un hijo. Mary se negó a testificar, diciendo que había jurado un juramento vinculante para no hacerlo, y fue devuelta a la Torre, donde permaneció hasta 1623, ocupando los mejores alojamientos. Mary no era fácilmente intimidada: Dorothy L. Sayers en su novela Gaudy Night la describió como "incontrolable por sus familiares masculinos, imperturbable ante la Torre y silenciosa con desprecio ante el Consejo Privado". Francis Bacon comentó que si bien el Lord de Shrewsbury era una "gran persona", había "una mayor que él, que es mi Señora de Shrewsbury".

## En la ficción
Hay un breve bosquejo de su personaje en la novela de misterio Gaudy Night de Dorothy L. Sayers, ambientada en el Shrewsbury College, un ficticio colegio de Oxford nombrado en su honor. La heroína Harriet Vane estudia el retrato de lady Shrewsbury y se pregunta por qué el colegio había elegido "a una patrona tan ominosa ... una gran intelectual ciertamente, pero algo aterradora".